# Чемпионат мира по бобслею и скелетону 1992
44-й чемпионат мира по бобслею и скелетону прошёл с 15 по 16 февраля в 1992 году в городе Калгари (Канада). Этот чемпионат был примечателен тем, что проводился в год Олимпиады, так как соревнования у мужчин по скелетону не были включены в программу Зимних Олимпийских игр 1992.

## Скелетон

### Соревнования у мужчин
| Место | Спортсмен     | Страна         | 1 попытка | 2 попытка | 3 попытка | 4 попытка | Итоговый результат |
| ----- | ------------- | -------------- | --------- | --------- | --------- | --------- | ------------------ |
|       | Брюс Сэндфорд | Новая Зеландия | 57.21     | 57.45     | 57.67     | 57.73     | 3:50.06            |
|       | Грегор Штели  | Швейцария      | 57.72     | 58.16     | 57.58     | 58.00     | 3:51.46            |
|       | Кристиан Ауер | Австрия        | 57.65     | 58.07     | 58.07     | 58.43     | 3:52.22            |

## Медальный зачёт
| Место | Страна         | Золото | Серебро | Бронза | Всего |
| ----- | -------------- | ------ | ------- | ------ | ----- |
| 1     | Новая Зеландия | 1      | 0       | 0      | 1     |
| 2     | Швейцария      | 0      | 1       | 0      | 1     |
| 3     | Австрия        | 0      | 0       | 1      | 1     |